# Plattelandscentrum Paddenbroek

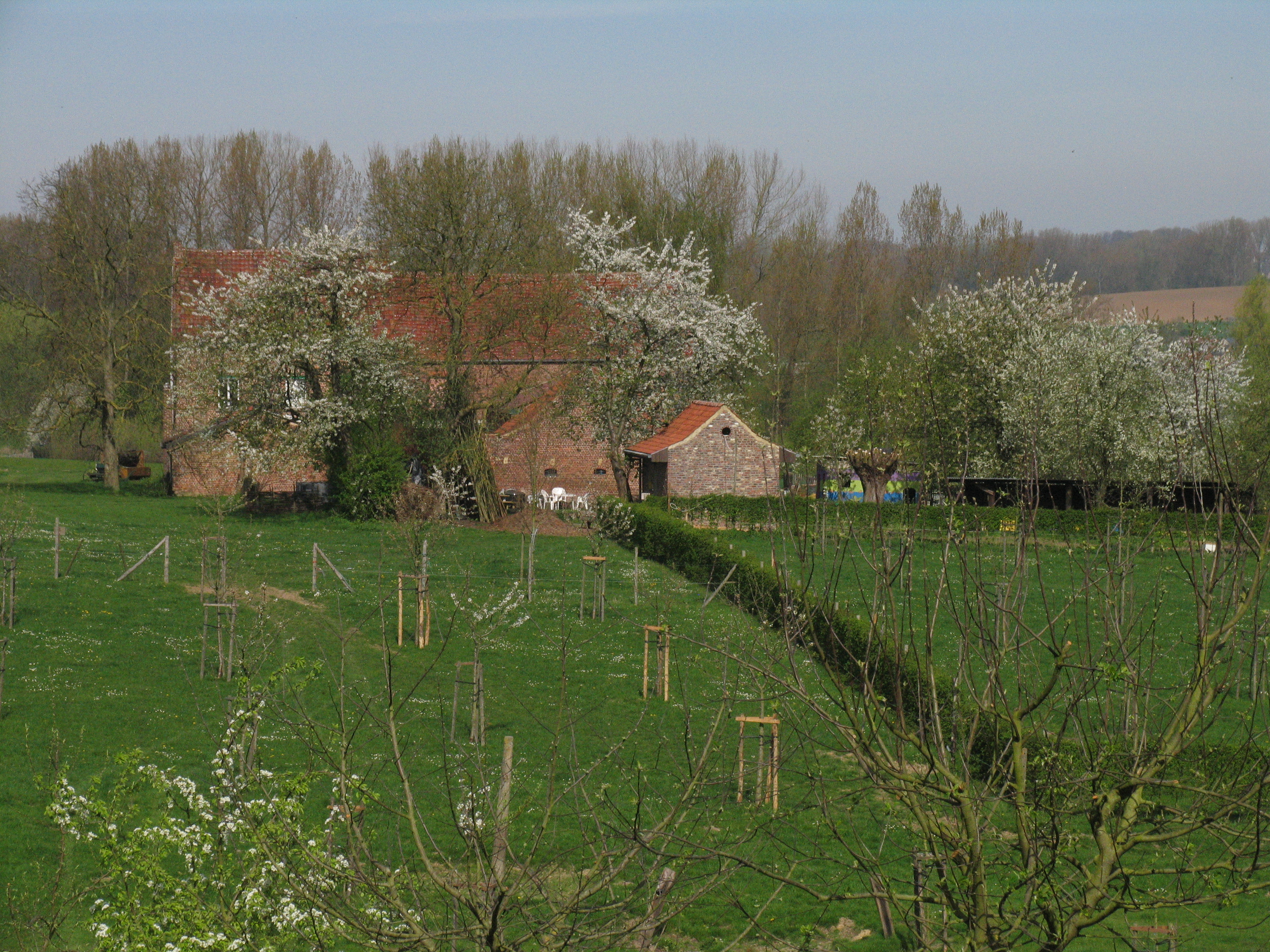
De oude Paddenbroek hoeve voor de vernieuwing

Het Plattelandscentrum Paddenbroek is een educatief landbouwcentrum in Gooik dat gevestigd is op de site van een oude plattelandshoeve. De site op de Kesterheide was enige tijd een educatief centrum en werd in 2012 aangekocht door de gemeente Gooik. Opvallend aan het centrum is de glazen bebouwing die rondom de oude hoeve is geplaatst, waarnaast extra faciliteiten zijn gebouwd zoals vergaderzalen en een café.

## Geschiedenis
De geschiedenis van de site is terug te leiden naar het jaar 1700 met de aanwezigheid van een hoeve die in 1840 vervangen werd door een bakstenen huis. In het bezit van de familie Chrispeels werd de boerderij verder uitgebreid. In de 20ste eeuw was de boerderij vooral in fruitteelt actief. Vanaf 2004 werd de site verkocht en werd de toenmalige VZW De Paddenbroek opgericht dat de basis legde voor het landschapscentrum.

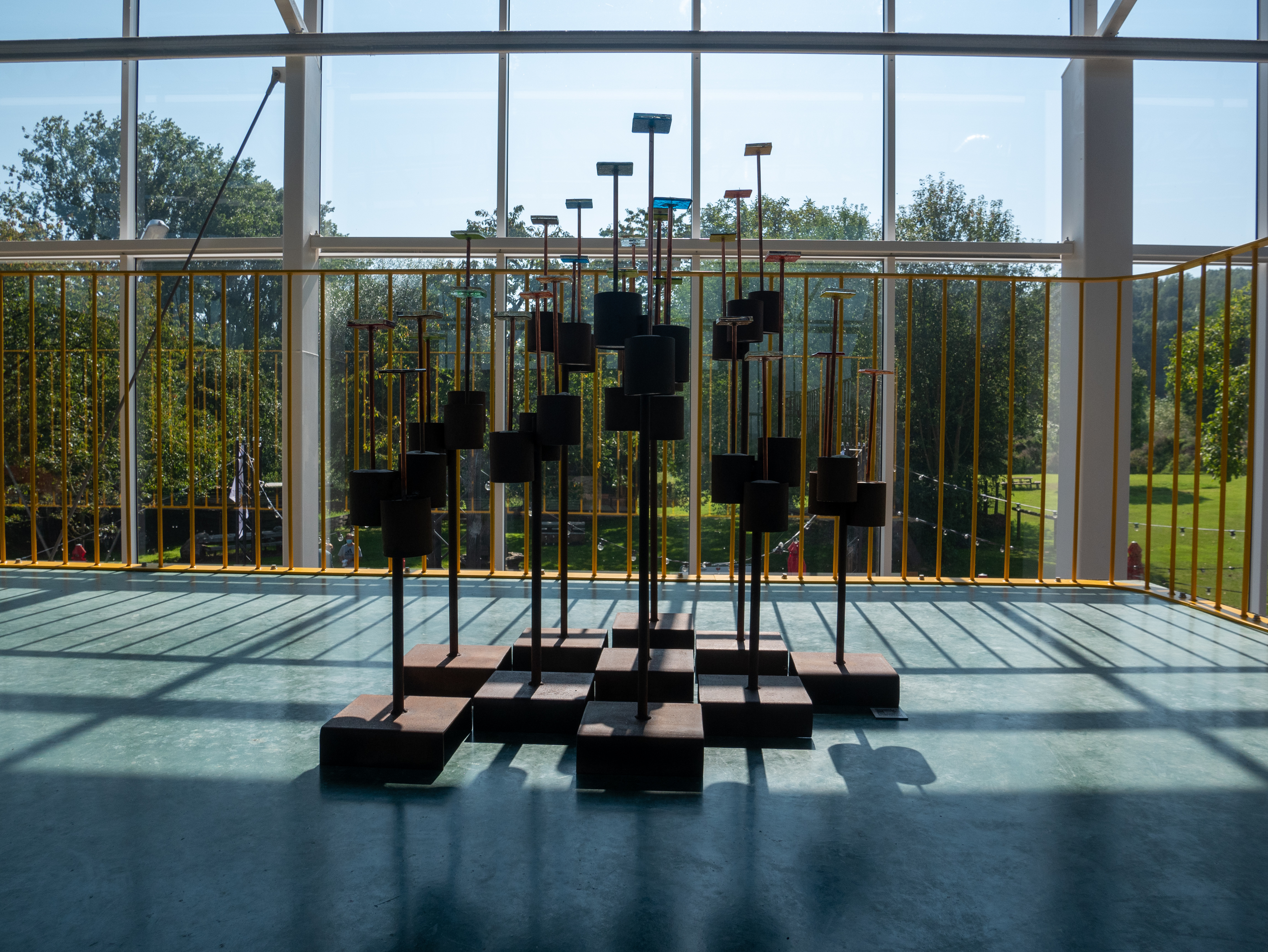
Kunstinstallatie in De Paddenbroek. Op de achtergrond is de glazen constructie te zien waarin het gebouw is omhuld.